# Pomeriggio con Five
Pomeriggio con Five è stato un programma televisivo italiano, trasmesso da Canale 5 dal 26 settembre 1981 il lunedì, mercoledì e venerdì pomeriggio alle 16:30 per quattro edizioni.

## Il programma
È stato il primo contenitore pomeridiano per ragazzi lanciato nel 1981, su Canale 5. Il programma era condotto dal pupazzo Five, ideato, su indicazioni di Silvio Berlusconi, da Kitty Perria e Enrico Valenti, fondatori del Gruppo 80, la compagnia che in seguito ha creato tutti i pupazzi della fascia ragazzi presenti sulle reti Mediaset (Five era doppiato da Marco Columbro). Insieme a Five nel programma erano presenti Fabrizia Carminati e Augusto Martelli, insieme ad altre due mascotte: il serpente Bis e il cane Ivan, creati sempre dal Gruppo 80. Enrico Valenti oltre ad animare doppiava anche questi due pupazzi. Gli animatori di Five erano oltre a Enrico Valenti e Kitty Perria, Maria Grazia Perria e Daniela Zanchi.
Il programma è andato in onda fino al novembre 1984, alternandosi con Five Time, programma praticamente identico e con lo stesso cast ma dal titolo diverso..
Il programma andava in onda alle 16:30 ed aveva la funzione di lanciare, tramite gag e scenette tra i conduttori e Five, i vari cartoni animati e telefilm della rete.

## La sigla
La sigla, intitolata Five, è scritta da Luigi Albertelli ed Augusto Martelli e cantata dal pupazzo Five.

## I programmi trasmessi

### Cartoni animati
Asterix, Candy Candy, Charlie Brown, Gatchaman - La battaglia dei pianeti, Golion, Gotriniton, I Puffi, L'ape Maia, La regina dei mille anni, Piccole donne, Bambino Pinocchio, Tansor 5, Tom & Jerry.

### Telefilm
Alice, 
Baretta, 
Il mio amico Arnold, 
Enos, 
L'albero delle mele, 
Galactica, 
General Hospital, 
Giorno per giorno, 
Hazzard,
I Jefferson, 
Il mio amico Ricky, 
Il ritorno di Simon Templar, 
Jenny e Chachi, 
Kung fu, 
L'uomo da sei milioni di dollari, 
L'uomo di Atlantide, 
La piccola grande Nell, 
Le rocambolesche avventure di Robin Hood contro l'odioso sceriffo, 
Lou Grant, 
Love Boat,
Mary Tyler Moore, 
Maude, 
Ralph Supermaxieroe, 
Search, 
Serpico,
Spazio 1999, 
T.J. Hooker, 
Tarzan, 
The Doctors, 
Arcibaldo, 
Wonder Woman.